# Wiara w miastach
Wiara w miastach (także: Wiara w mieście, ang. Faith in the City: A Call for Action by Church and Nation) – brytyjski społeczny raport Kościoła Anglii (arcybiskupa Canterbury) z 1985 r.

## Treść
350-stronicowy raport został opublikowany w grudniu 1985 i przedstawiał problemy społeczne związane z tzw. miejskimi obszarami priorytetowymi (UPA, Urban Priority Areas) po zamieszkach z lat 1981 i 1985 wywołanych zmianami wprowadzanymi przez rząd Margaret Thatcher. Autorzy raportu (Archbishop’s Commission on Urban Priority Areas, pol. Arcybiskupia Komisja ds. Miejskich Obszarów Priorytetowych) stwierdzali: Musimy zgłosić, że byliśmy głęboko poruszeni tym, co widzieliśmy i słyszeliśmy. Zostaliśmy skonfrontowani z humanitarnymi konsekwencjami bezrobocia […], zdewastowanymi mieszkaniami, niedostatecznymi standardami edukacyjnymi i medycznymi oraz dezintegracją społeczną. Raport był równie krytyczny w odniesieniu do działań Kościoła, jak i państwa i stwierdzał, że w odniesieniu do obszarów priorytetowych w miastach rząd, naród ani Kościół nie podejmują odpowiedniej reakcji. Nie ma nawet powszechnej dyskusji publicznej na ten temat. Z 61 zaleceń zawartych w raporcie, 38 było skierowanych do Kościoła, a pozostałe 23 do rządu i społeczeństwa. W tych ostatnich główny nacisk położono na wykorzystanie pieniędzy podatników do złagodzenia nierówności, poprzez wydawanie ich np. na tworzenie miejsc pracy, rewitalizację obszarów miejskich i poszerzanie oferty mieszkań komunalnych. Jeśli chodzi o Kościół, uznano, że należy zwrócić większą uwagę na poziom duchowieństwa, szkolenia dla wyświęconych i świeckich liderów oraz nabywanie elastycznych umiejętności w stylach pracy z dziećmi i młodzieżą, jak również wykorzystanie budynków na cele społeczne i integracyjne. Zalecono ustanowienie Kościelnego Funduszu Miejskiego, planu pozyskania 18 milionów funtów, które miałyby zostać wydane na projekty śródmiejskie w ciągu następnych dwudziestu lat.

## Reakcje
Publikacja raportu, obwiniającego darwinizm społeczny torysów za biedę, rozkład i alienację brytyjskich śródmieść, spowodowała natychmiastową silną reakcję polityczną i medialną, ponieważ różni członkowie rządu Margaret Thatcher potępiali jego treść jako czystą marksistowską teologię i dowód, że Kościół rządzony był przez komunistycznych duchownych. Daily Mail nazwał go wadliwą ewangelią. Margaret Thatcher skarżyła się, że nie zawiera on niczego o samopomocy lub samodzielności. Stwierdziła też, że komentowanie jej polityki dotyczącej przemysłu i gospodarki nie należy do kompetencji duchownych. Publikację skrytykował też naczelny rabin Wielkiej Brytanii. Sekretarz stanu Douglas Hurd był natomiast zaskoczony wnioskami dotyczącymi przestępczości, podczas gdy sekretarz obrony Michael Heseltine powiedział arcybiskupowi Robertowi Runcie: Państwa biskupi mają rację. Warunki w miastach są nawet znacznie gorsze, niż oni to opisują.
Raport wzbudził duże zainteresowanie i w ciągu kilku miesięcy sprzedano drukiem ponad 17 000 egzemplarzy oraz 66 000 egzemplarzy skróconej wersji (wskazuje się też na liczbę sprzedanych 50 000 egzemplarzy). Wpływ raportu i będącej jego wynikiem dyskusji był głęboki i dalekosiężny (m.in. na organizowanie się brytyjskich społeczności lokalnych). Przemawiając w 2005, dziekan Norwich Graham Smith zauważył: „Wiara w mieście” rozpoczęła ruch, który był częściowo polityczny, częściowo teologiczny i częściowo duchowy. We wszystkich trzech obszarach była to latarnia nadziei dla wielu ludzi […]. Rozpoczął dyskusję w całym narodzie i ruch w Kościele. Pokazało to, że nasze wspólne obawy można wykorzystać ku wspólnemu dobru.

## Skutki
Chociaż arcybiskup Robert Runcie nie był bezpośrednio zaangażowany w jego pisanie, to raport pozostaje jednym z największych osiągnięć jego pontyfikatu. Kościelny Fundusz Miejski, uruchomiony w 1987 w wyniku sporządzenia raportu, nadal funkcjonuje i do 2016 rozdysponował ponad 70 milionów funtów na statutowe cele.
W 2003 powołano do życia Komisję ds. Życia Miejskiego i Wiary kościoła anglikańskiego, celem złożenia sprawozdania w dwudziestą rocznicę wydania raportu, na temat nowych kontekstów i wyzwań, które istnieją w miastach brytyjskich.